# Teoria degli errori
La teoria degli errori è quella branca della metrologia che si occupa della classificazione degli errori dovuti alla misurazione di una proprietà fisica e della loro precedenza.

## Generalità
Gli errori di misurazione sono definiti come quell'insieme di spostamenti della grandezza misurata rispetto alla grandezza esatta. 
Essi si possono distinguere in:
- Errori grossolani
- Errori sistematici o determinati
  - errore strumentale
  - errore di metodo
- Errori indeterminati o casuali
  - Errore di parallasse

Gli errori grossolani sono errori dovuti solitamente alla disattenzione o poca concentrazione dell'osservatore, e sono i meno temibili, visto che si verificano meno frequentemente e quindi sono facilmente rilevabili.
Gli errori strumentali, che fanno parte di quelli sistematici, sono invece dovuti a difetti di costruzione dello strumento adottato per la misurazione, e sono caratterizzati dall'avere tutti un "senso" o un "verso" (possono essere tutti negativi o tutti positivi).
Gli errori indeterminati sono invece dovuti a cause di varia natura, e non sono facilmente individuabili e quindi sono i più temuti. La teoria degli errori si occupa dello studio di questi ultimi in particolare.

## Analisi probabilistica
Quando si fa una misura è buona norma ripetere la misura più volte, e gli errori commessi nella misura vengono trattati come variabili aleatorie trattandoli con metodi statistici.
Dal momento che è impossibile conoscere il valore reale della grandezza misurata, si accetta come valore più probabile o più affidabile la media aritmetica di tutte le grandezze misurate:
{\displaystyle \sum _{k=1}^{n}{\frac {C_{k}}{n}}}
Dove {\displaystyle n} è il numero delle misurazioni e {\displaystyle C_{k}} è la singola osservazione.
Viene chiamato errore apparente o scarto la differenza tra ogni singola osservazione e la media. Esso è apparente perché generalmente la media non è il valore esatto della misurazione.
Sperimentalmente, si trova che per gli errori accidentali, quelli positivi sono pressappoco uguali in numero a quelli negativi ed inoltre vi è una maggiore frequenza di errori più vicini allo zero, cioè la maggior parte degli errori si addensano intorno allo zero. Se dividiamo l'ampiezza degli errori (valore positivo più discosto meno valore negativo più discosto) in tanti intervalli {\displaystyle \Delta x} e contiamo il numero di volte che un errore cade in ogni intervallo, trovando la frequenza {\displaystyle f_{i}}, possiamo rappresentare i risultati in un istogramma dove l'altezza di ogni "barra" è data dalla frequenza {\displaystyle f_{i}}; si trova un andamento analogo al seguente grafico:
Per {\displaystyle n\rightarrow \infty } e per l'ampiezza di ogni intervallo che tende a zero, troviamo una distribuzione in continuo dei risultati, in particolare troviamo la distribuzione normale di Gauss, dove la sua equazione nel piano x-y è data da:
{\displaystyle y={\frac {h}{\sqrt {\pi }}}e^{-h^{2}x^{2}}}
dove il parametro {\displaystyle h} è un parametro di forma della distribuzione, che è uguale a:
{\displaystyle {\frac {1}{\sqrt {2\sigma ^{2}}}}}
Dall'equazione della curva si trova che essa presenta due flessi per:
{\displaystyle \pm {\frac {1}{h{\sqrt {2}}}}}
se sostituiamo ad h la quantità {\displaystyle {\frac {1}{\sqrt {2\sigma ^{2}}}}} si trova che i flessi equivalgono a:
{\displaystyle \pm \sigma }
che non è altro che la deviazione standard, che in teoria degli errori viene chiamato errore quadratico medio.
Se vogliamo dare una interpretazione qualitativa dei risultati trovati, possiamo dire che se l'errore quadratico medio è maggiore, la curva avrà i due flessi più distanziati l'uno dall'altro, quindi sarà più "appiattita" e di conseguenza ci saranno più errori che si discostano dallo zero. Analogamente, se l'errore quadratico medio è minore, i due flessi saranno più vicini e gli errori saranno minori, quindi in definitiva l'errore quadratico medio è una misura della precisione con cui stiamo effettuando le misure, e dipende principalmente dallo strumento utilizzato per la misurazione. Le aziende produttrici di strumenti, infatti, rilasciano per i propri prodotti commerciali i valori dell'errore quadratico medio, come una misura della potenzialità del prodotto stesso.

## Applicazioni della teoria degli errori
La teoria degli errori viene applicata in tutti i campi in cui si ha la necessità di fare misure con abbastanza precisione, cercando di minimizzare gli errori. 
Una materia che fa un largo uso della teoria degli errori è la topografia, dove per scopi pratici (cartografia, rilievi di alta precisione, verifica di cedimenti strutturali in opere di ingegneria civile) si ha la necessità di raggiungere alte precisioni e quindi valutare in che modo le diverse variabili incidono sull'errore complessivo finale.